# Chinkali

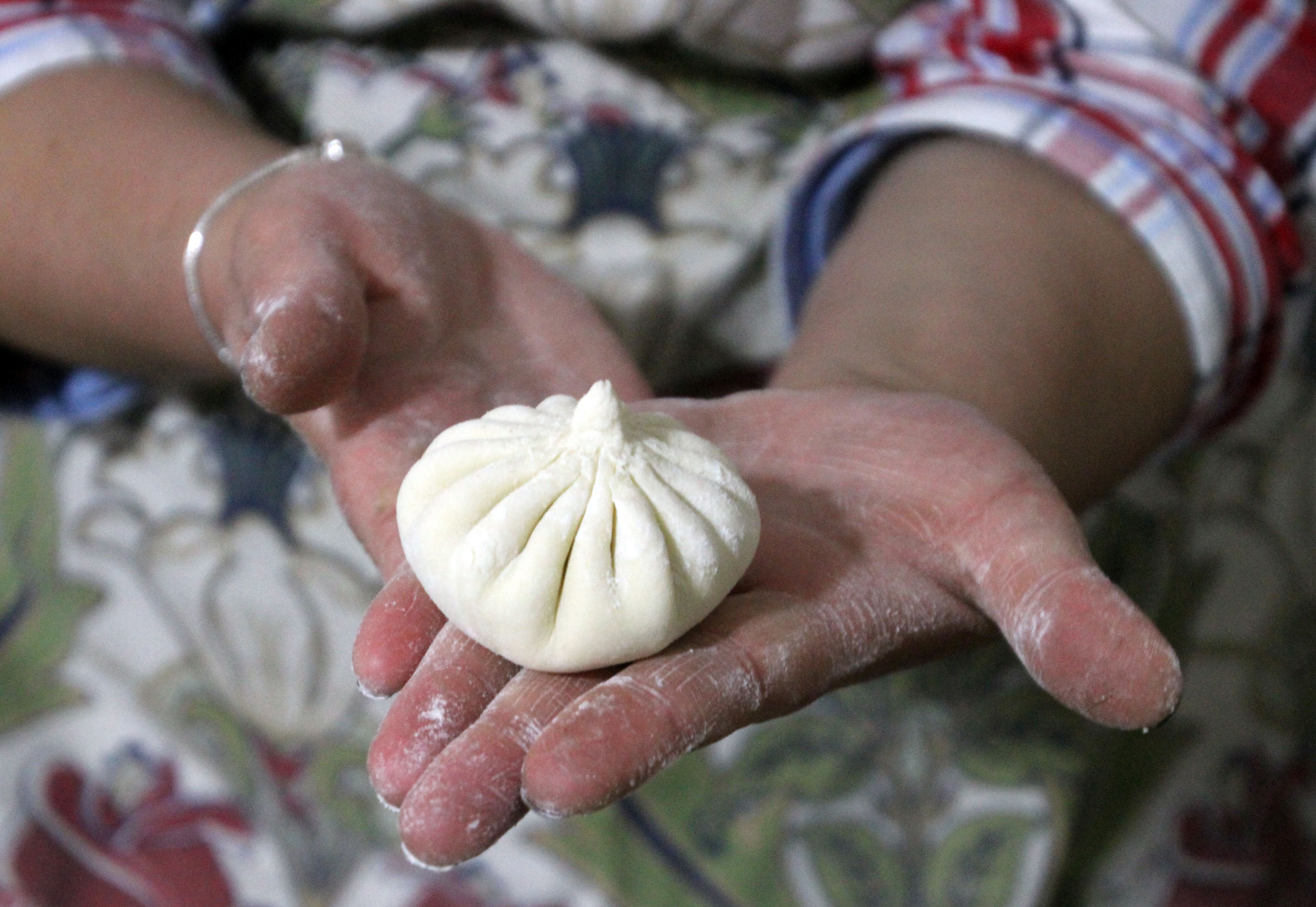

Chinkali (gruz. ხინკალი) – duże kołduny wypełnione bulionem. Aby je spożyć, należy je umiejętnie nadgryźć, wypić sączący się ze środka bulion i zakończyć zjedzeniem reszty. Tradycyjne danie kuchni kaukaskiej, popularne zwłaszcza w Gruzji.
Przygotowuje się je w ten sposób, iż surową porcję mięsa (najczęściej mielonego, np. baraniny, wołowiny), rozrobioną z wodą umieszcza się wewnątrz kołduna wykonanego z ciasta przypominającego - zarówno smakiem jak i wyglądem - ciasto pierogowe. Ciastu nadaje się formę sakiewki, a następnie chinkali gotuje w wodzie tak jak pierogi. Bulion pojawia się samoistnie w wyniku gotowania potrawy, wydzielając się ze znajdującego się w środku mięsa.

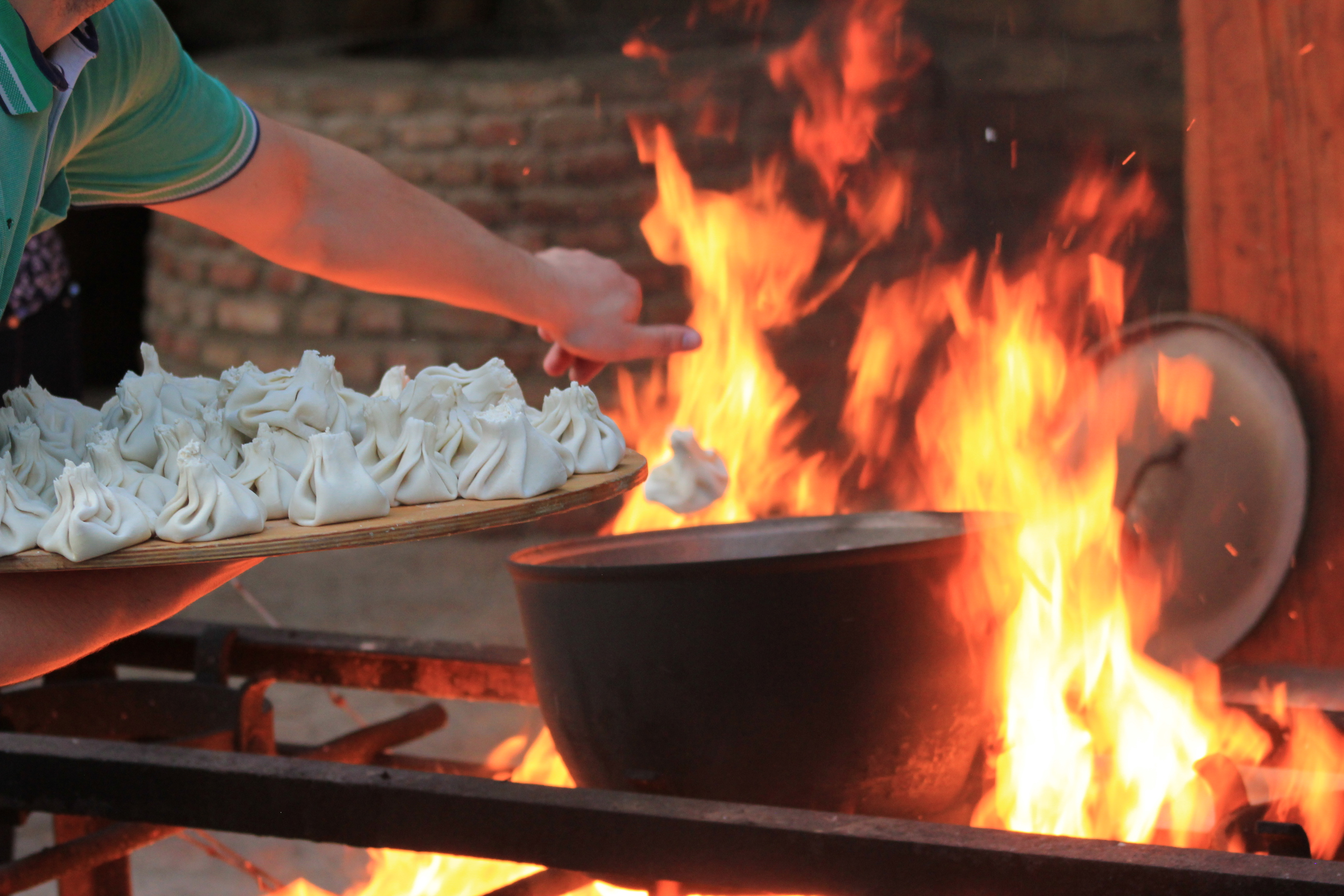